# Lentistivalius occidentayunnanus
Lentistivalius occidentayunnanus är en loppart som beskrevs av Li Kueichen, Xie Baoqi et Gong Zhengda 1981. Lentistivalius occidentayunnanus ingår i släktet Lentistivalius och familjen Stivaliidae. Inga underarter finns listade i Catalogue of Life.